# Saint-Benoît-des-Ombres
 Saint-Benoît-des-Ombres  là một xã của tỉnh Eure, thuộc vùng Normandie, miền bắc nước Pháp.